# Рабан фон Хелмщат
Рабан фон Хелмщат (на немски: Raban von Helmstatt; * 1362, † 4 ноември 1439) е епископ на Шпайер (1396 – 1438) и архиепископ на Трир (1430 – 1439) и по този начин е един от тримата духовни курфюрсти на Свещената Римска империя.

## Живот
Рабан е един от седемте синове на рицар Випрехт I фон Хелмщат († 5 декември 1408) от семейството на господарите на Хелмщат и съпругата му Анна фон Найперг († 1415).
Рабан учи от 1386 до 1388 година в новосъздадения университет в Хайделберг и след това прекарва година в Шпайер. През 1389 г. се записва във Виенския университет. През 1393 година е отива в университета в Болоня.
Като архиепископ на Трир Рабан ипотекира град Кохем, което довежда до няколко годишни въоръжени конфликти през 1430-те.
Рабан също подава оставка като архиепископ на Трир през май 1439 г., шест месеца преди смъртта си.
Управлението на архиепископ Рабан се разглежда от историците на Църквата като буквален „непотизъм“. Погледнато в смисъл на политическата му власт е разширяване на владенията на семейство Хелмщат, в която Рабан последователно следва политиките на баща си Випрехт I.